# Aaron Hill
Aaron Hill (Cork, 28 de febrero de 2002) es un jugador de snooker irlandés.

## Biografía
Nació en la ciudad irlandesa de Cork en 2002. Es jugador profesional de snooker desde 2020. No se ha proclamado campeón de ningún torneo de ranking, y su mayor logro hasta la fecha fue alcanzar los cuartos de final del Abierto de Wuhan de 2023, en los que cayó derrotado (4-5) ante Wu Yize. Tampoco ha logrado hilar ninguna tacada máxima, y la más alta de su carrera está en 130.